# M. C. Whitmore Company
M. C. Whitmore Company war ein US-amerikanischer Hersteller von Automobilen.

## Unternehmensgeschichte
Das Unternehmen hatte seinen Sitz in Dayton in Ohio. 1914 stellte es einige Automobile her. Der Markenname lautete Arrow. Die National United Service Company aus Detroit vertrieb die Fahrzeuge.
Es gab keine Verbindung zur Arrow Motor Buggy Company, die den gleichen Markennamen verwendete.

## Fahrzeuge
Das einzige Modell wird als Cyclecar bezeichnet, obwohl Hubraum und Leergewicht nicht bekannt sind. Ein V2-Motor von Spacke mit 12 PS Leistung trieb über ein Zweigang-Planetengetriebe die Hinterachse an. Der Radstand betrug 254 cm und die Spurweite 91 cm. Zur Wahl standen ein Einsitzer, mit dem Model A ein Tandem-Zweisitzer als Roadster sowie mit dem Model B ein Roadster mit zwei Sitzen nebeneinander und ein kleiner Lieferwagen.

## Modellübersicht
| Jahr | Modell  | Zylinder | Leistung (PS) | Radstand (cm) | Aufbau                            |
| ---- | ------- | -------- | ------------- | ------------- | --------------------------------- |
| 1914 |         | 2        | 12            | 254           | Einsitzer                         |
| 1914 | Model A | 2        | 12            | 254           | Tandem-Roadster 2-sitzig          |
| 1914 | Model B | 2        | 12            | 254           | Roadster 2-sitzig, Light Delivery |